# MG Midget

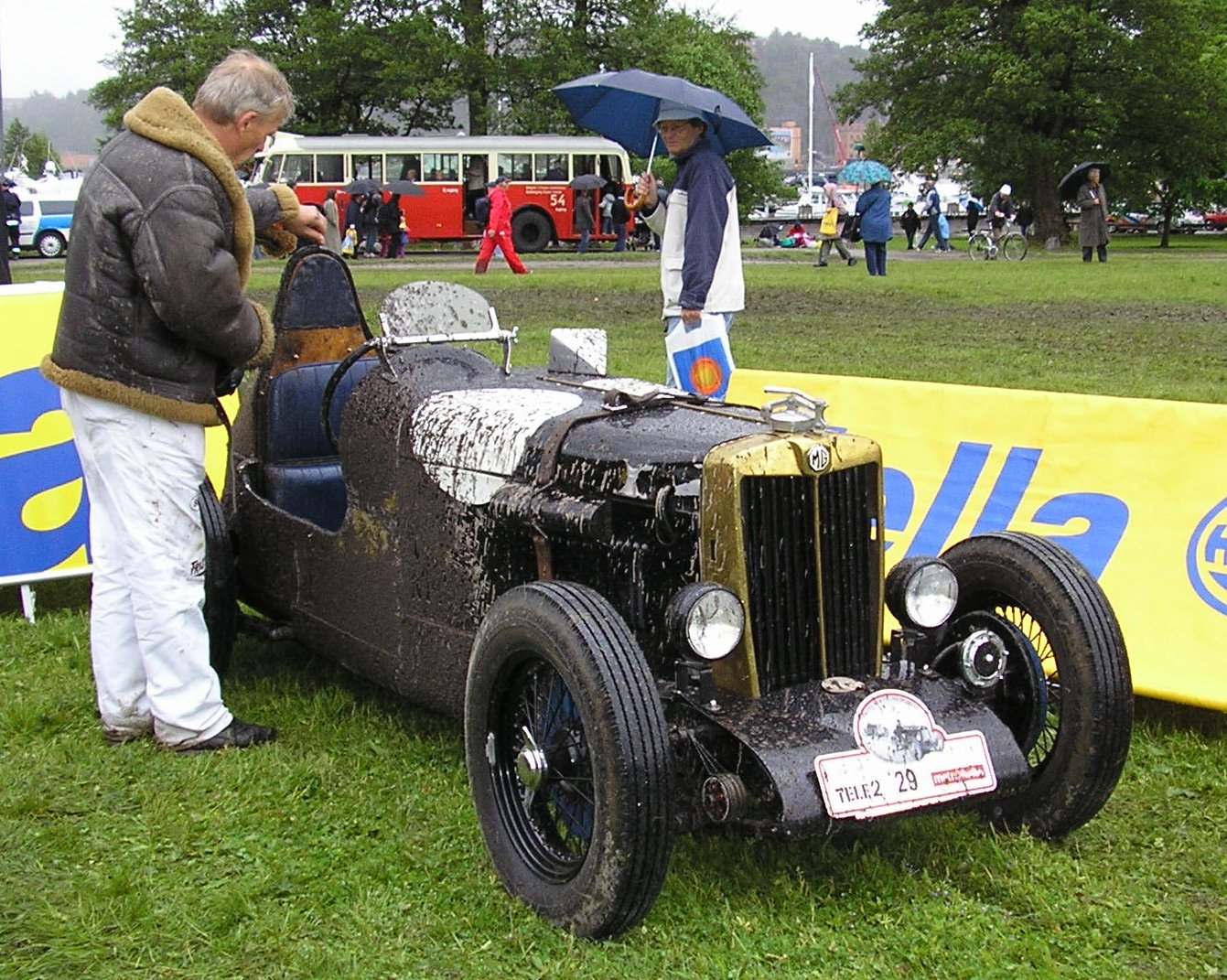
MG D-Type Midget

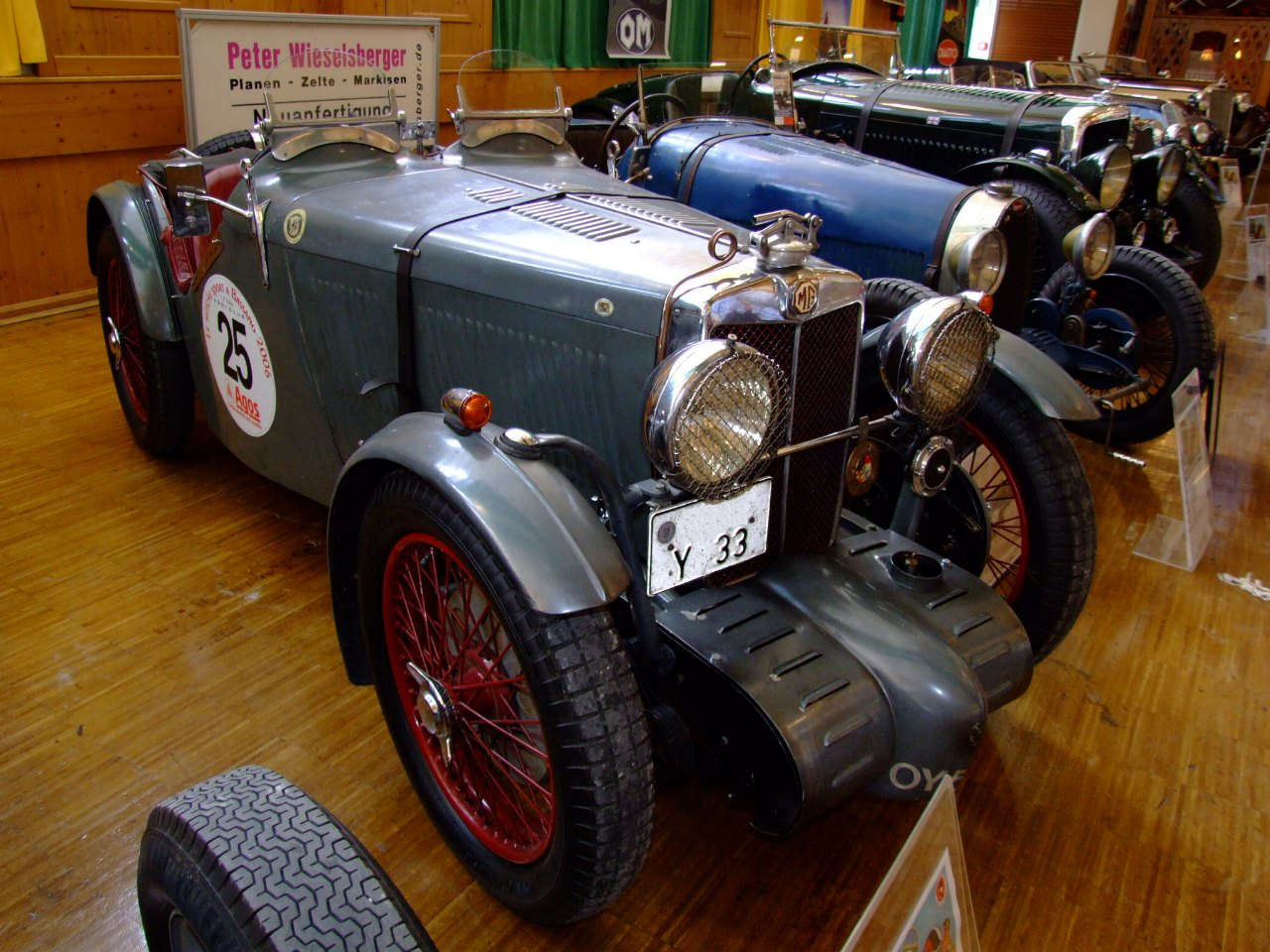
MG J4 supercharged

Der MG Midget war ein zweisitziger kleiner Roadster, den MG 1928 herausbrachte. „Midget“ bedeutet Zwerg.
Die erste Version hieß MG M-Type Midget und basierte auf dem Morris Minor. Sein Vierzylindermotor hatte 847 cm³ Hubraum und entwickelte 20 bhp (15 kW). Er trieb die Hinterräder an und verlieh dem kleinen Fahrzeug eine Höchstgeschwindigkeit von 103 km/h. 1932 wurde seine Produktion eingestellt.
Bereits 1931 kam zusätzlich der MG C-Type Midget heraus. Er hatte einen kleineren Vierzylindermotor mit 746 cm³, aber 44 bhp (32 kW). Die Karosserie des kleinen Renners lief vorne und hinten spitz zu, sodass die Form einem Boot ähnelte. Bereits nach einem Jahr endete die Produktion.
Nachfolger des M-Type war ab 1932 der MG D-Type Midget, der aus dem 847-cm³-Aggregat seines Vorgängers 27 bhp (20 kW) schöpfte. Es gab ihn als Saloon (Limousine) und als Tourer. Ein Jahr später wurde auch dieses Modell eingestellt.
Parallel dazu gab es zwischen 1932 und 1934 die Midget-Modelle J1/J2/J3/J4, teils als Limousine, Tourer oder Roadster.
1934 wurde der MG PA Midget angeboten, ein Roadster mit 847-cm³-Motor und 36 bhp (26,5 kW). Er war 119 km/h schnell. Nach zwei Jahren verschwand er vom Markt.
1935 kam der MG PB Midget. Der Roadster hatte einen Vierzylindermotor mit obenliegender Nockenwelle, die von einer Königswelle angetrieben wurde, mit 939 cm³ und 44 bhp (31,5 kW). Auch er blieb nur ein Jahr lang im Programm. 526 Fahrzeuge wurden verkauft.
Nach dem Zweiten Weltkrieg tauchte der Name Midget erst 1961 wieder auf. Die Baureihen Mark I – III sowie Midget 1500 (BMC ADO47) wurden bis 1979 angeboten.
Fahrgastzellen des MG Midget wurden für den von 1977 bis 1979 produzierten amerikanischen Neo-Klassiker Clénet Series I verwendet.

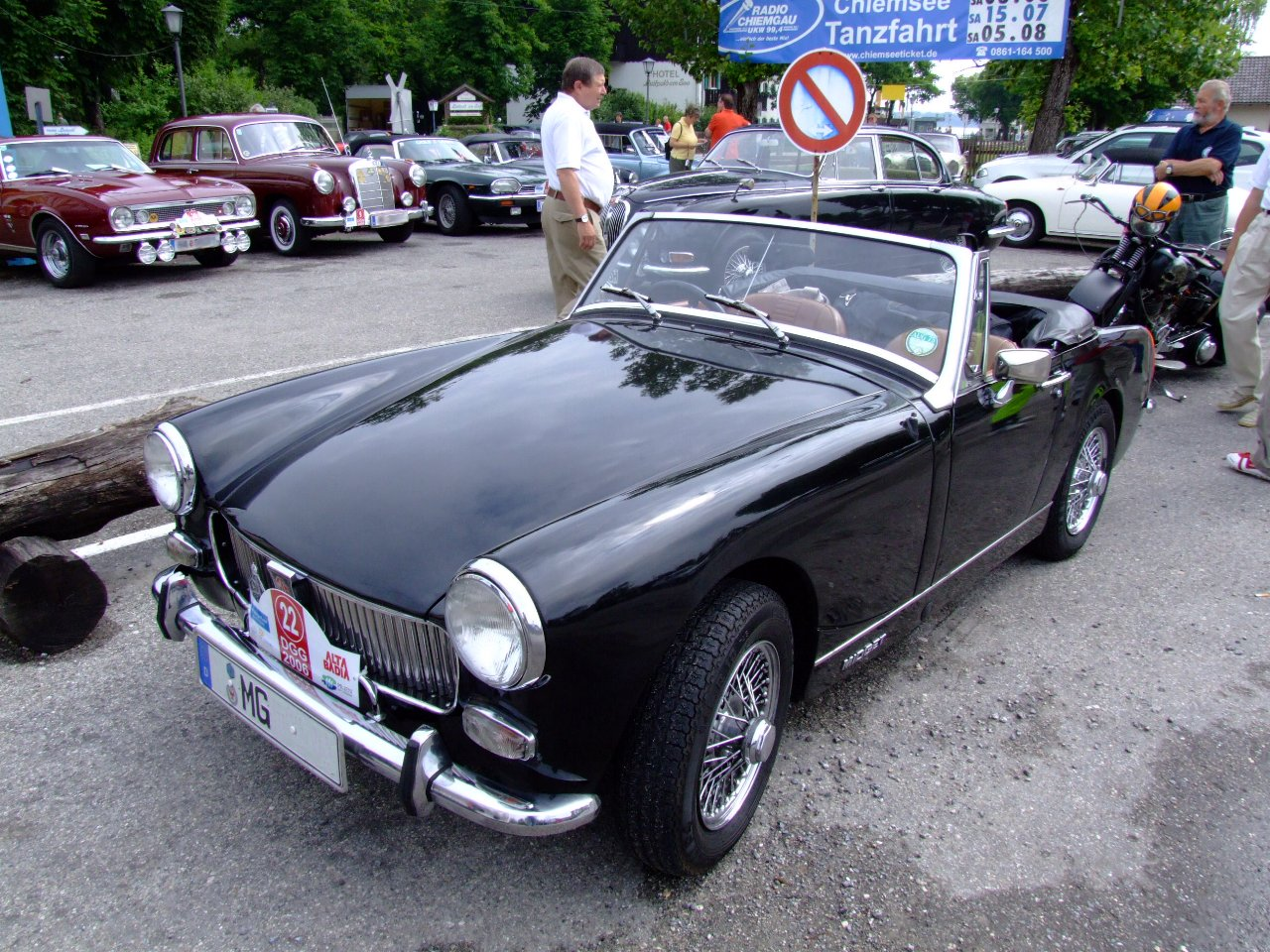
MG Midget Mark I-III
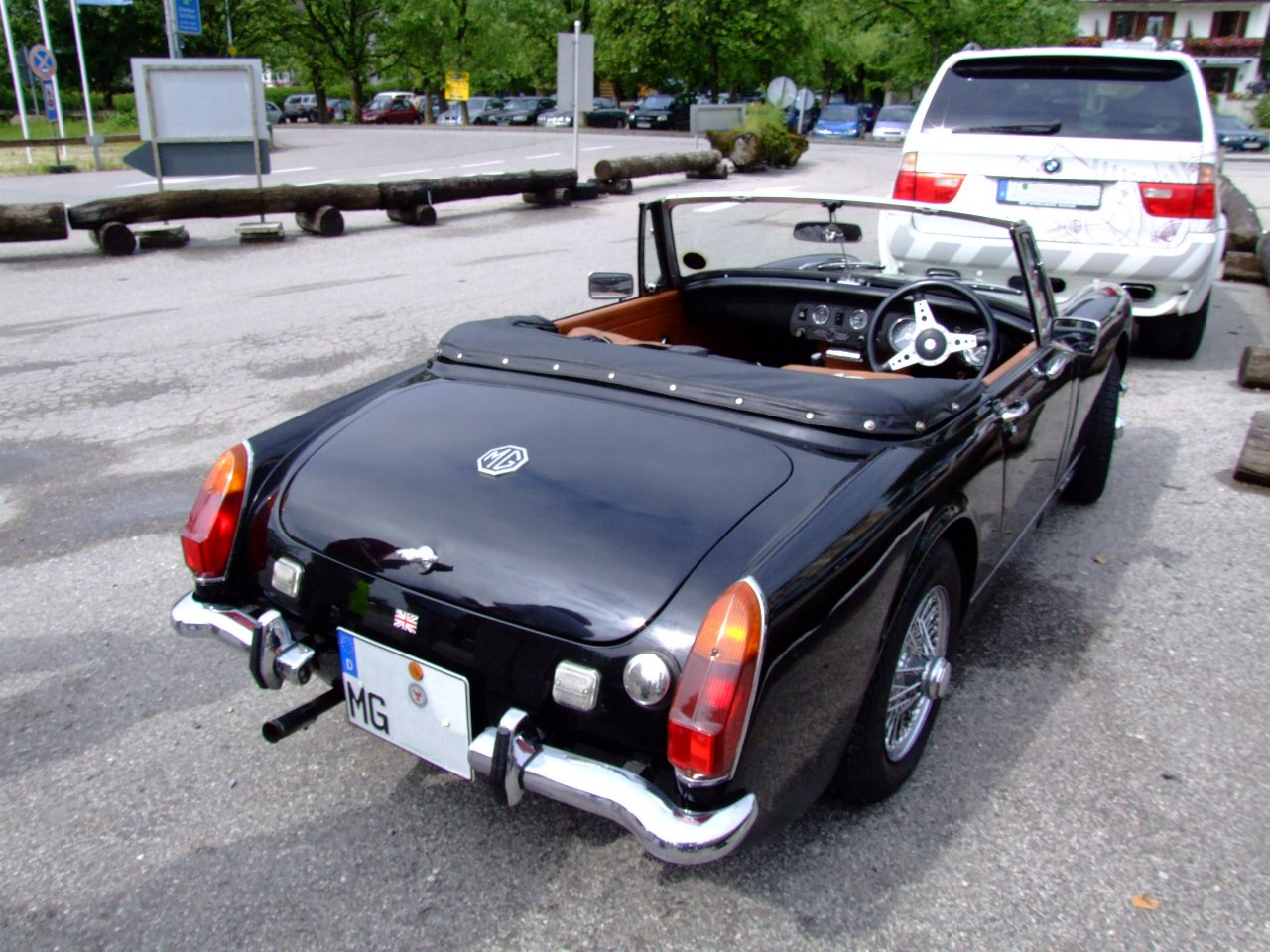
MG Midget Mark I-III
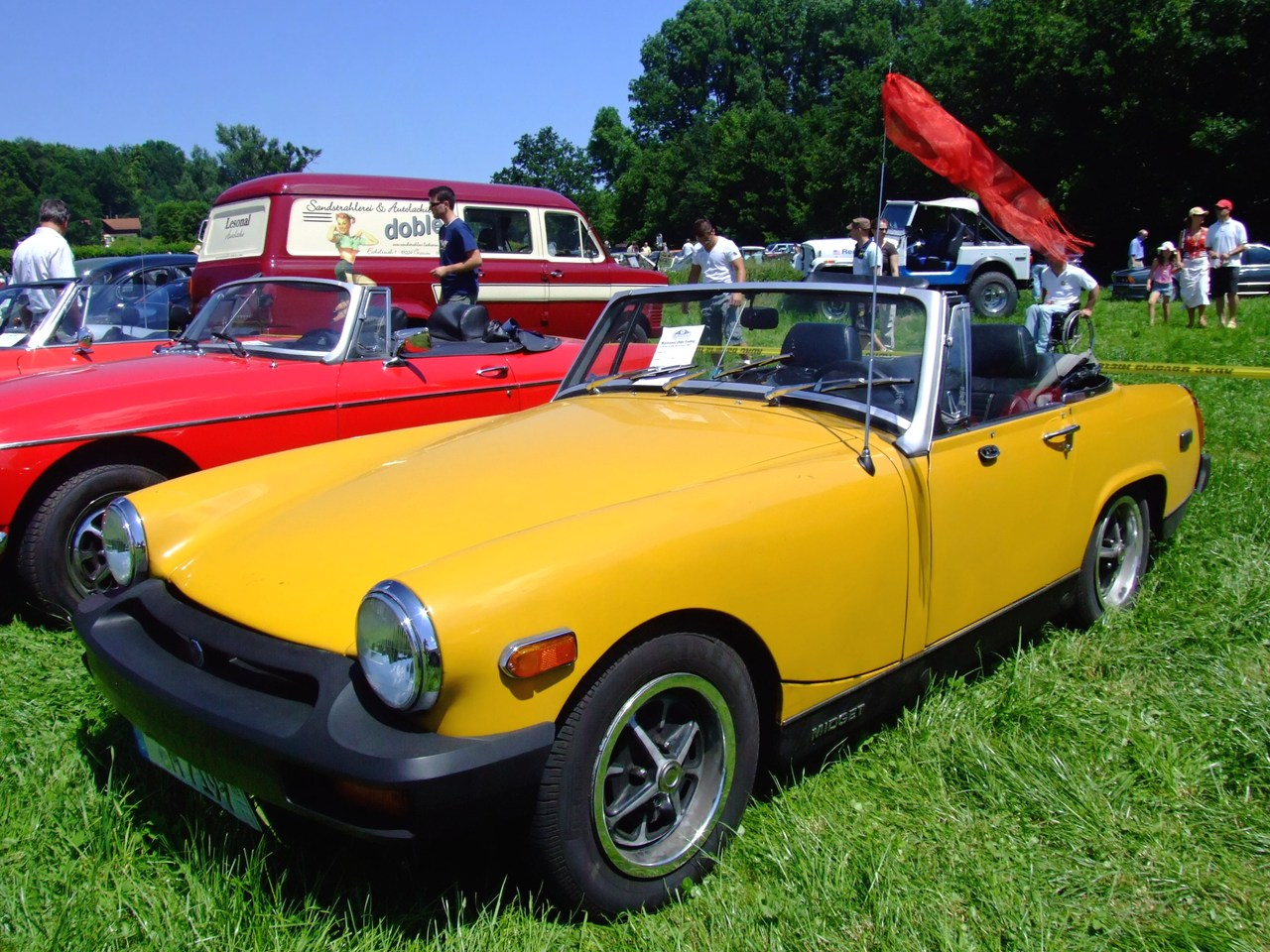
MG Midget 1500 (1979)
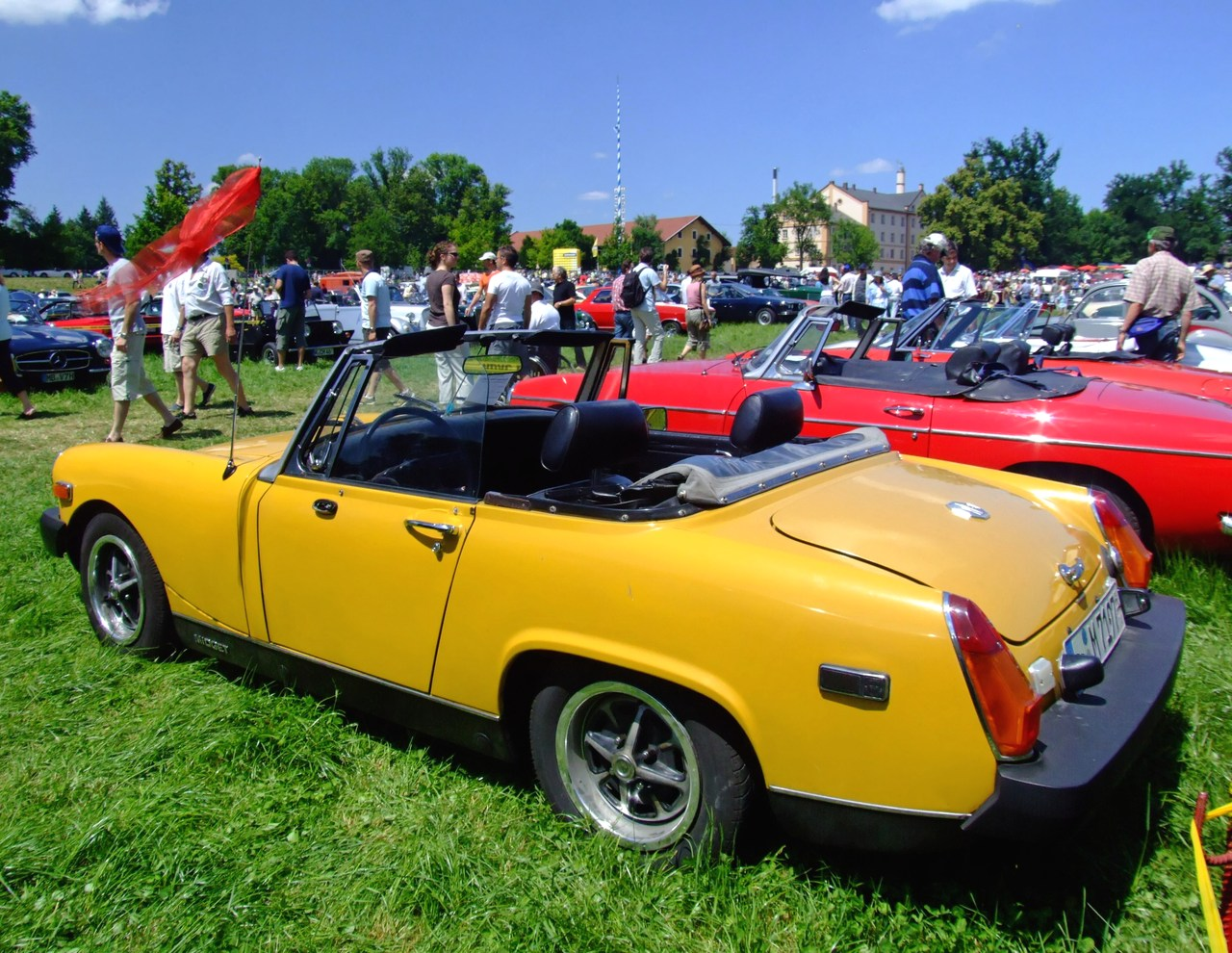
MG Midget 1500 (1979)
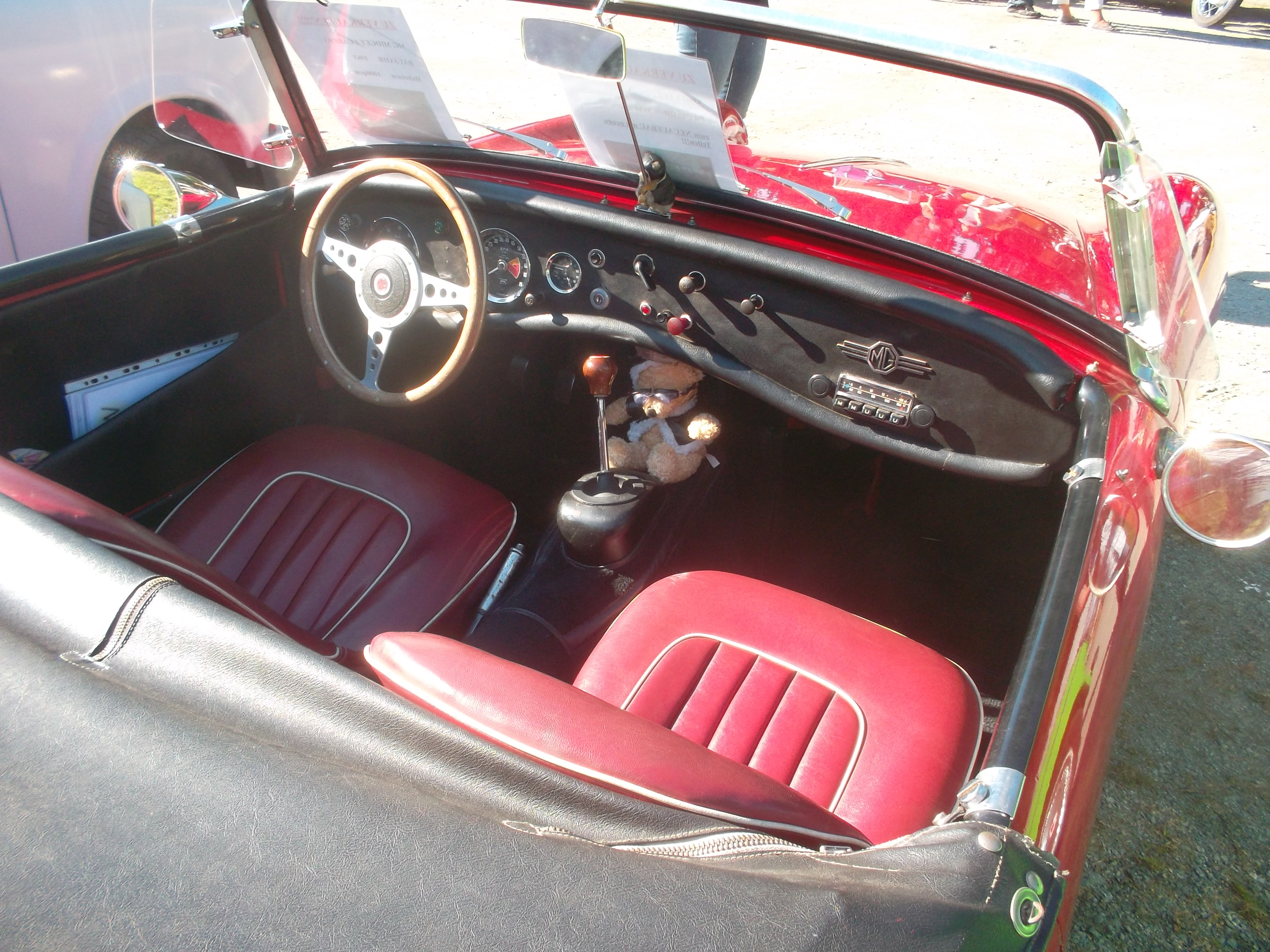
MG Midget, Cockpit (1963)
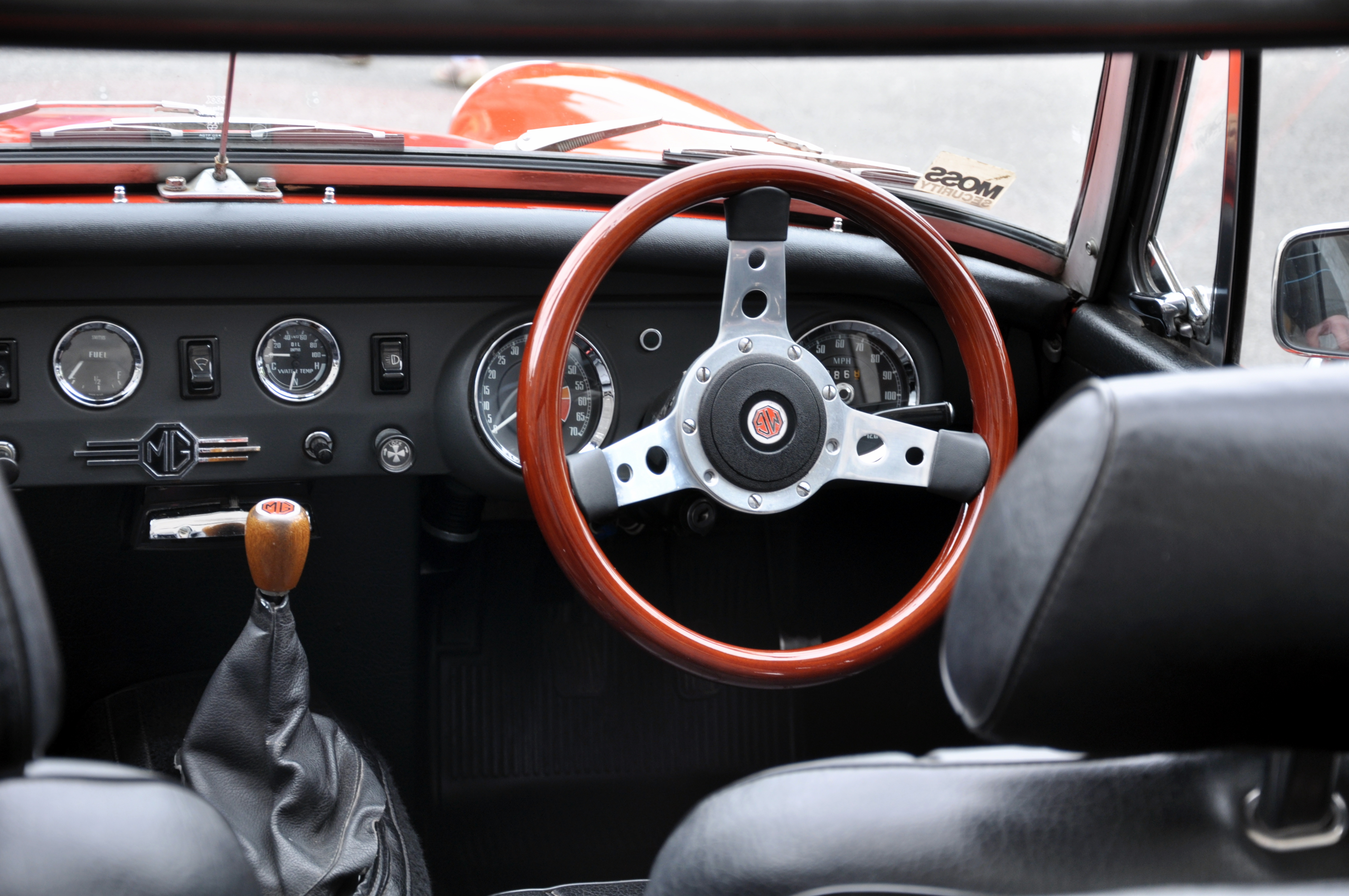
MG Midget 1500, Cockpit
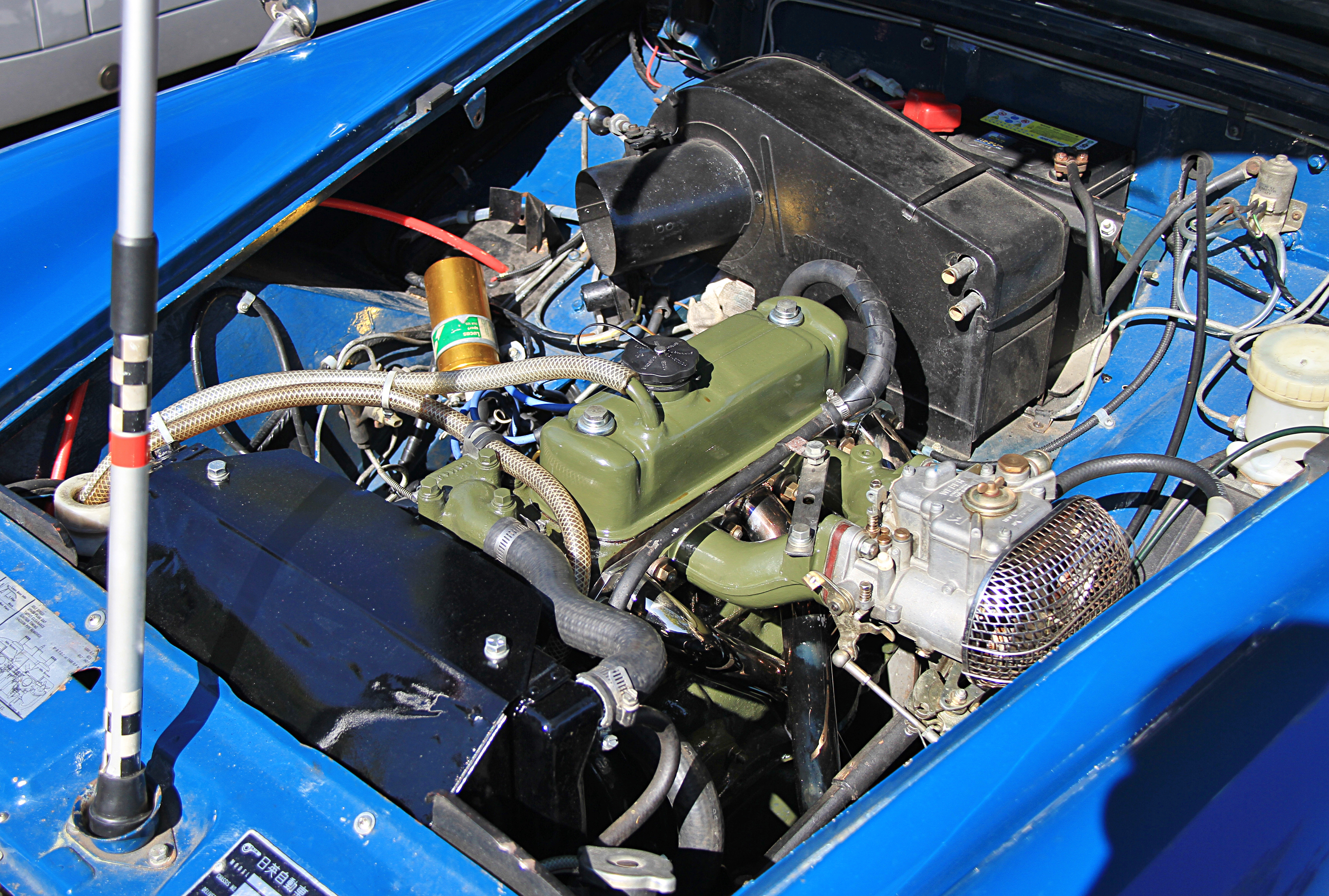
MG Midget Mark III 12GA, Motor (1974)
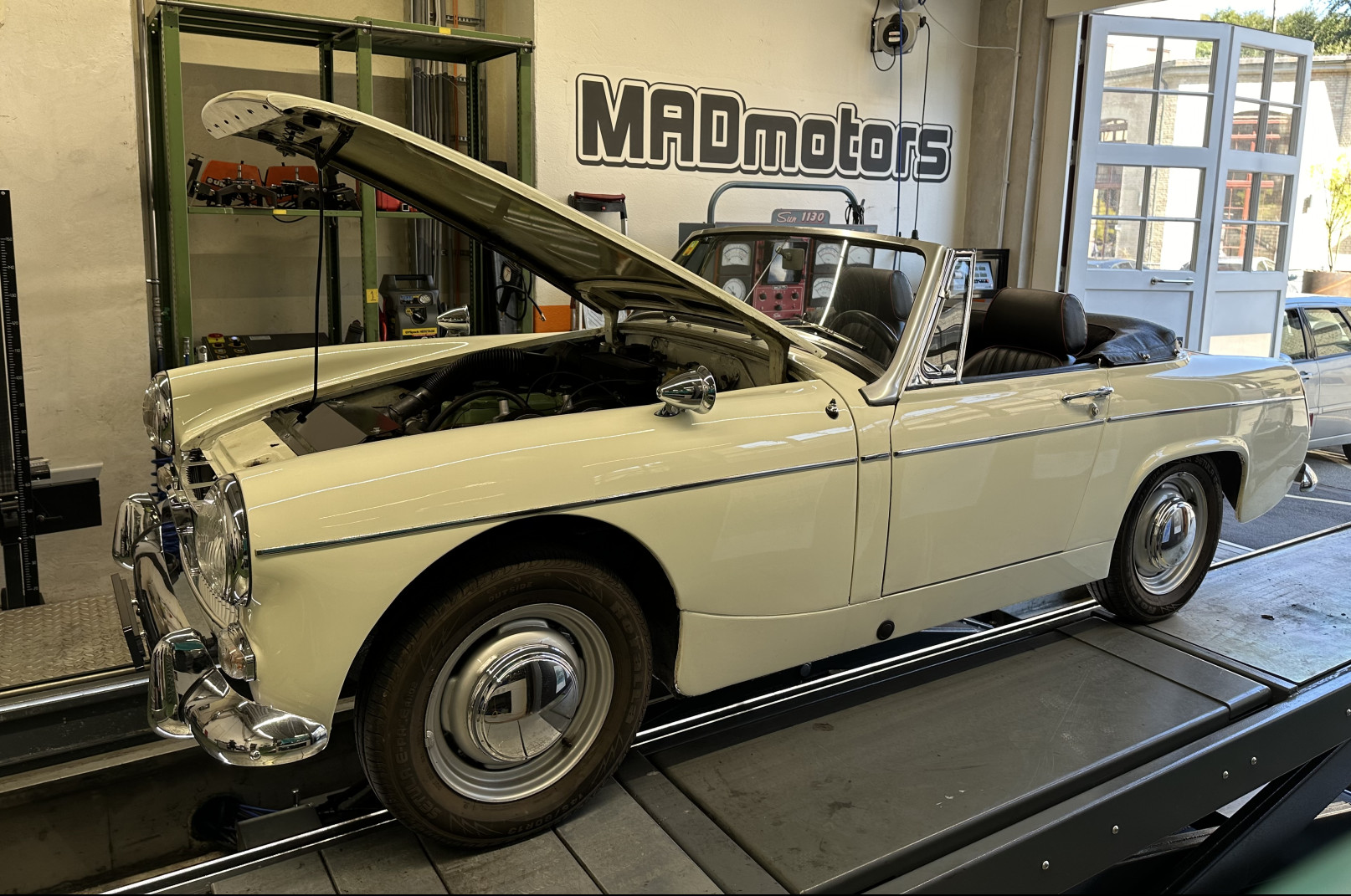
MG Midget MKIII (1969)
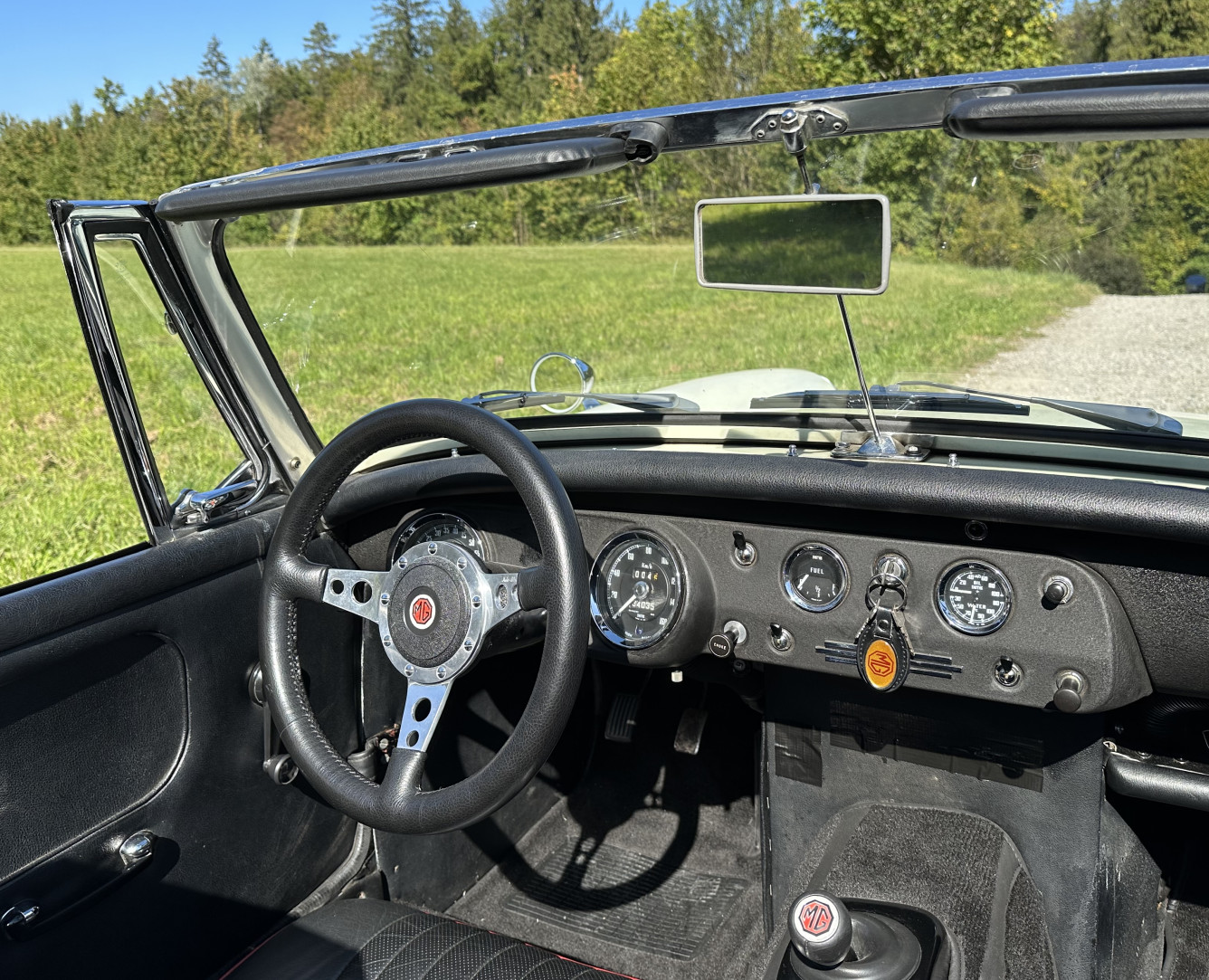
MG Midget MKIII (1969) Cockpit
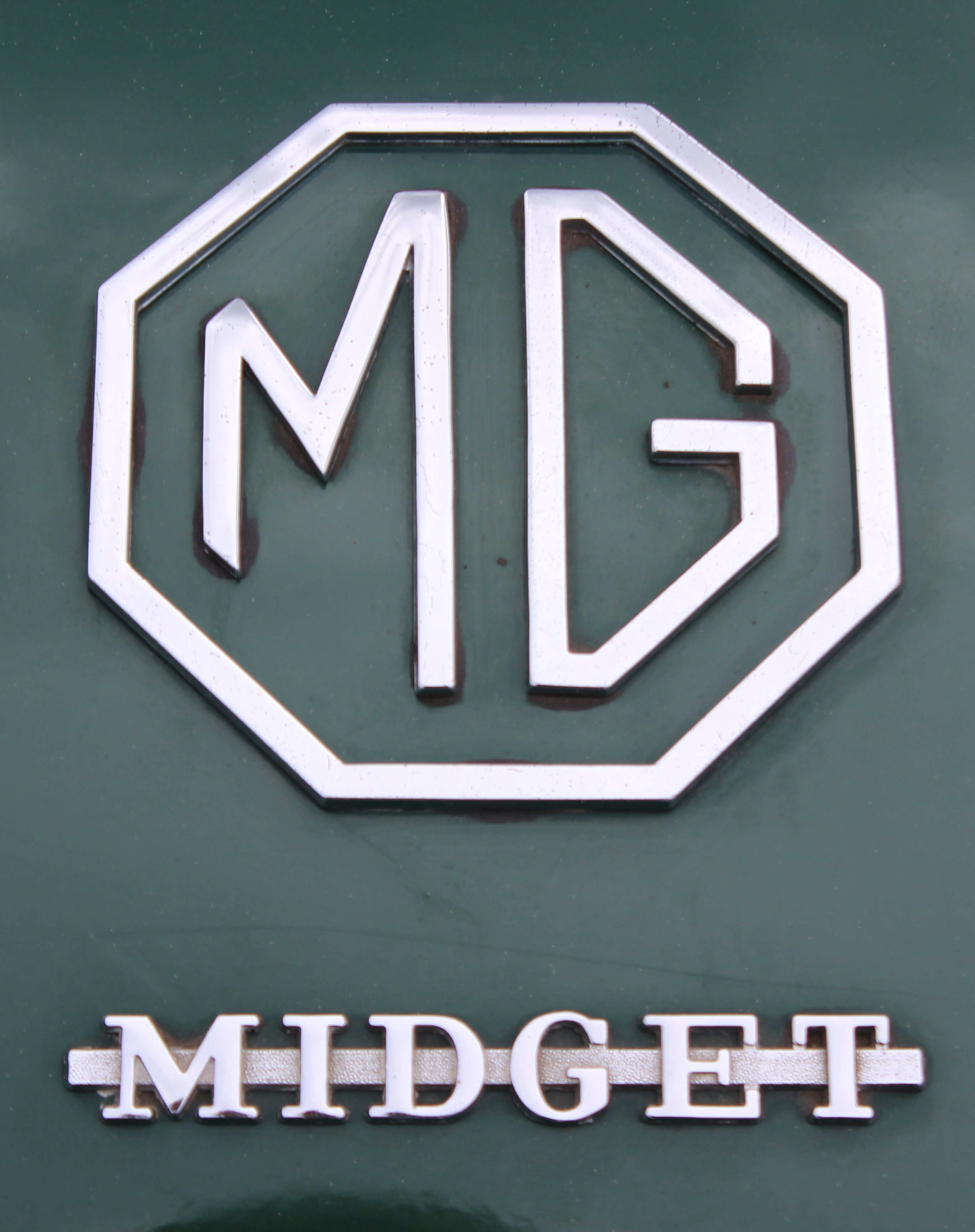
MG Midget Logo auf dem Kofferraumdeckel